# الأسلوب السينمائي لعباس كياروستامي

عباس كياروستامي

يشتهر المخرج السينمائي الإيراني عباس كياروستامي باستخدام بعض المواضيع والتقنيات السينمائية التي يمكن التعرف عليها على الفور في أعماله، بدءًا من استخدام الممثلين الأطفال والقصص التي تدور أحداثها في القرى الريفية، إلى المحادثات التي تتكشف داخل السيارات باستخدام الكاميرات المثبتة. غالبًا ما تبنى أسلوبًا وثائقيًا في صناعة الأفلام ضمن الأعمال الروائية، وكثيرًا ما يستخدم الشعر الإيراني المعاصر في الحوار، وعناوين الأفلام، وفي العناصر الموضوعية لصوره.

## الأسلوب السينمائي
على الرغم من مقارنة عباس كياروستامي بأشخاص في المجال مثل الهندي ساتياجيت راي، الإيطالي فيتوريو ديسيكا والفرنسيان إريك رومر وجاك تاتي، فإن أفلامه تمثل أسلوبا فريدا لها أسلوب بين، غالبا بتقنيات ابتكرها كياروستامي بنفسه، والتي أطلق عليها اسم " أسلوب كياروستامي السينمائي " و" الأسلوب الكياروستامي."
أثناء تصوير عباس كياوستامي لفيلمه الأول " نان وكوچه " أي بالعربية : الخبز والزقاق، اختلف كياروستامي مع مصوره السينمائي المتمرس حول كيفية تصوير الصبي والكلب المهاجم. كان المصور ينوي أن يأخذ انطباعات منفصلة عن نهج الصبي. خطط المصور لالتقاط لقطات مقربة للصبي أثناء دخوله وإغلاق الباب، متبوعا بالكلب. كان رأي كياروستامي أنه إذا تم تصوير هذه المشاهد الثلاثة معا، فسيكون التأثير أعمق وسيخلق حالة من القلق. استغرق تصوير نفس المشهد أربعين يوما. قال كياروستامي لاحقا إن تقسيم المشاهد قد يعطل إيقاع ومحتوى بنية الفيلم، مشيرا إلى أنه يحب تصوير المشهد كوحدة واحدة وهذا سيكون أمر مميز.
على عكس المخرجين الآخرين في المجال، فهو غير مهتم بتطوير مهارته في الإخراج من خلال عرض مشاهد قتالية باهظة الثمن ومتطرفة أو مشاهد مطاردة متقنة في الإنتاج. بدلا من ذلك، حاول استخدام وسيلة الفيلم بطريقته الفريدة. قال ما يلي عن وجهة نظر تصويره السينمائي في مجال صناعة الأفلام :
“ أنا لا أتبع أعراف صناعة الأفلام التي تبناها السينما ”
أسس عباس كياروستامي أسلوبه الخاص عندما ابتكر ثلاثية الزلازل الخاصة به. ومع ذلك، كان يجرب طرقا جديدة في صناعة الأفلام باستخدام طرق مختلفة للإخراج. تم تصوير معظم الفيلم 10، على سبيل المثال، في سيارة المتحركة، لم يكن فيها كياروستامي حاضرا بنفسه. وعمل على تقديم النصائح اللازمة للممثلين ووضع الكاميرا في لوحة القيادة ثم صورهم أثناء قيادتهم للسيارة في أنحاء العاصمة الإيرانية طهران. يمكن للكاميرا أن تتحرك، باستخدام سلسلة من اللقطات المقربة الشديدة، لتصوير وجوه الأشخاص وهم يمارسون أنشطتهم اليومية العادية.
تقدم الأفلام التي أخرجها عباس كياروستامي تعريفا آخر للفيلم. وفقا لأساتذة الأفلام والسينما، مثل جمشيد أكرمي، على عكس العديد من صانعي الأفلام المعاصرين الآخرين، حاول عباس كياروستامي باستمرار تقديم تعريف جديد لمفهوم الفيلم من خلال إجبار الجمهور على أن يكون أكثر تفاعلا. في السنوات الأخيرة، قام أيضا بتقليص حجم أفلامه بشكل تدريجي، والذي جعل أكرمي يعتقد أن كياروستامي يقلل من إنتاجه السينمائي من جهد جماعي إلى ملف شخصي فني بسيط. فيما يتعلق بأسلوبه البسيط الفريد، يقول عباس كياروستامي عن نفسه :
“ تتجه أفلامي نحو نوع معين من التبسيط، على الرغم من أنني لم أقصد ذلك أبدا. فقلد تم استبعاد العناصر التي يمكنني تجاهلها. أشار لي شخص يتحدث عن لوحات رإمبرانت وطريقته في استخدام الضوء إلى أن : بعض العناصر مظللة، والبعض الآخر معتم أو حتى مهمل ؛ وهذا ما أقوم به، أتى بالعناصر التي أريد التأكيد عليها.“
من السمات الخاصة للأفلام التي يخرجها عباس كياروستامي أنه في بعض أعماله توجد إشارات إلى أعماله الأخرى. ويجادل ستيفن برانسفورد بأن أفلام كياروستامي لا تحتوي على إشارات إلى أعمال المخرجين الآخرين، ولكنها تحتوي على العديد من الإشارات إلى عمله الخاص. يجادل برانسفورد بأن أفلام كياروستامي غالبا ما تشكل احتجاجا مستمرا : فيلم عباس كياروستامي يردد جزئيا صدى لفيلم سابق له، ويكشف عن نقاطه العمياء.

## التحليل النمطي
في السنوات الماضية، تم نشر العديد من الكتب أو الدراسات بعدة لغات كالفرنسية والألمانية والإنجليزية واليابانية حول أسلوب كياروستامي السينمائي. وفي كتاب كياروستامي، سينما الشعر والحداثة، الذي نشر في النمسا، قام بتحليل أحد أشكال أسلوب كياروستامي السينمائي. لعبت الخلفية المرئية لكياروستامي دورا رئيسيا في تطوير الجماليات وتراكمات الدقة البصرية. كان التأطير والمنظور وتأثيرات الظلال الساطعة وتخطيط مستوى الصورة أو اللوحة والدقة في مكونات الواجهة مهمة جدا بالنسبة له. في وقت لاحق، بنظرة بسيطة لا هوادة فيها على تدفق الحياة، وصل إلى أشكال متنوعة وأسلوب أكثر تعقيدا. في مزيج محسوب من وجهات النظر البعيدة واللقطات المتداخلة الطويلة، يظهر أسلوب تكون لهجته الشعرية واضحة، ولكن ليس من السهل تحليلها.